# Hsieh Shu-ying
Dans ce nom chinois, le nom de famille, Hsieh, précède le nom personnel Shu-ying.
Ne pas confondre avec Hsieh Su-wei, sa sœur aînée, également joueuse de tennis.
Hsieh Yu-chieh, ou Hsieh Shu-ying, née le 23 juillet 1993, est une joueuse de tennis taïwanaise, professionnelle depuis 2011.
Évoluant principalement sur le circuit ITF, elle y a remporté 5 titres en double entre 2012 et 2017.
En 2017, elle remporte son premier titre en double en catégorie WTA 125 à Honolulu, associée à sa sœur aînée Hsieh Su-wei.

## Palmarès

### Titre en double dames
Aucun

### Finales en double dames
| No | Date       | Nom et lieu du tournoi       | Catégorie | Dotation  | Surface    | Vainqueures                 | Partenaire   | Score    |          |
| -- | ---------- | ---------------------------- | --------- | --------- | ---------- | --------------------------- | ------------ | -------- | -------- |
| 1  | 17-09-2018 | Korea Open Séoul             | Intern'l  | 226 750 $ | Dur (ext.) | Choi Ji-hee Han Na-lae      | Hsieh Su-wei | 6-3, 6-2 | Parcours |
| 2  | 16-09-2019 | Toray Pan Pacific Open Osaka | Premier   | 757 900 $ | Dur (ext.) | Chan Hao-ching Latisha Chan | Hsieh Su-wei | 7-5, 7-5 | Parcours |

### Titre en double en WTA 125
| No | Date       | Nom et lieu du tournoi                           | Catégorie | Dotation  | Surface    | Partenaire   | Finalistes               | Score     |          |
| -- | ---------- | ------------------------------------------------ | --------- | --------- | ---------- | ------------ | ------------------------ | --------- | -------- |
| 1  | 20-11-2017 | Hawaii Open by Hawaii Tourism Authority Honolulu | WTA 125   | 125 000 $ | Dur (ext.) | Hsieh Su-wei | Eri Hozumi Asia Muhammad | 6-1, 7-63 | Parcours |

### Finale en double en WTA 125
| No | Date       | Nom et lieu du tournoi | Catégorie | Dotation  | Surface    | Vainqueures                   | Partenaire   | Score    |          |
| -- | ---------- | ---------------------- | --------- | --------- | ---------- | ----------------------------- | ------------ | -------- | -------- |
| 1  | 16-08-2021 | Chicago Open Chicago   | WTA 125   | 115 000 $ | Dur (ext.) | Eri Hozumi Peangtarn Plipuech | Mona Barthel | 7-5, 6-2 | Parcours |

## Parcours aux Jeux olympiques

### En double dames
| # | Date       | Nom de l'olympiade         | Surface    | Résultat        | Partenaire   | Ultimes adversaires                   | Score    |          |
| - | ---------- | -------------------------- | ---------- | --------------- | ------------ | ------------------------------------- | -------- | -------- |
| 1 | 31/07/2021 | Olympic Tennis Event Tokyo | Dur (ext.) | 1er tour (1/16) | Hsu Chieh-yu | Barbora Krejčíková Kateřina Siniaková | 6-2, 6-1 | Parcours |

## Classements WTA en fin de saison
| Année          | 2008 | 2009 | 2010 | 2011 | 2012 | 2013 | 2014 | 2015 | 2016 | 2017 | 2018 | 2019 | 2020 | 2021 | 2022 | 2023 | 2024 |
| Rang en simple | –    | –    | 1110 | 853  | 1119 | 1109 | 1022 | –    | –    | –    | –    | –    | –    | –    | –    | –    | –    |
| Rang en double | 496  | 149  | 246  | 842  | 982  | 509  | 206  | 199  | 165  | 732  | 875  | 806  | 149  | 136  | 198  | 285  | 935  |

Source : (en) Classements de Hsieh Shu-ying sur le site officiel de la Fédération internationale de tennis